# Magnificat

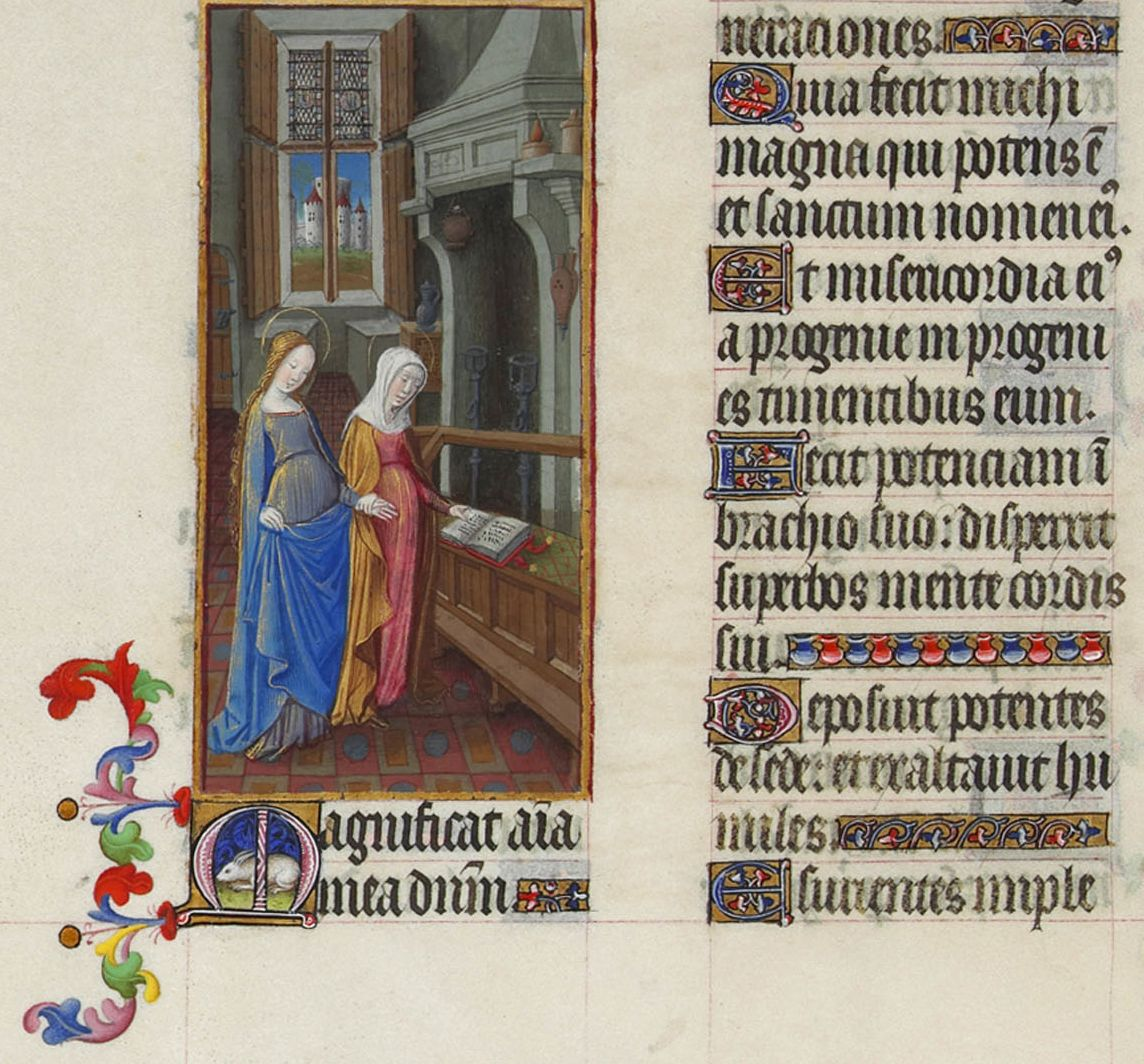
Marias besök hos Elisabet i Hertigens av Berry Tidebok. Magnificat på latin.

Magnificat eller Marias lovsång, är en lovsång som Jesu mor Maria enligt Lukasevangeliet 1:46-55 utbrast i vid sitt besök hos Johannes Döparens mor Elisabet medan de båda var gravida med dessa barn. Det berättas hur Johannes Döparen spritter till i Elisabets moderliv när han på detta sätt får möta Jesus.
I den liturgiska tidebönstraditionen har Magnificat sin plats som canticum (latin sång, här Bibelsång) i aftonbönen, vespern.
Den här lovsången är inspirerad av Hannas lovsång (1 Sam 2:1-10). Hanna var profeten Samuels mor.

## Text
Det ursprungliga språket är koine, de nytestamentliga böckernas språk. Magnificat används på latin eller på landsmål i västliga kyrkor. Magnificat är det första ordet i den latinska texten, och det betyder upphöjer.
Texten lyder som följer (Lukas 1:46-55, Bibelkommissionens översättning år 2000):
"Min själ prisar Herrens storhet, min ande jublar över Gud, min frälsare:
han har vänt sin blick till sin ringa tjänarinna.
Från denna stund skall alla släkten prisa mig salig:
stora ting låter den Mäktige ske med mig, hans namn är heligt,
och hans förbarmande med dem som fruktar honom varar från släkte till släkte.
Han gör mäktiga verk med sin arm, han skingrar dem som har övermodiga planer.
Han störtar härskare från deras troner, och han upphöjer de ringa.
Hungriga mättar han med sina gåvor, och rika skickar han tomhänta bort.
Han tar sig an sin tjänare Israel och håller sitt löfte till våra fäder:
att förbarma sig över Abraham och hans barn, till evig tid."

### Publicerad i
- Göteborgspsalmboken 1650 på svenska på s. 17-18 under rubriken "Andelige Loffsånger"
- 1695 års psalmbok som nr 113 under rubriken "Några Heligas Lofsånger"
- 1937 års psalmbok som nr 610 bland "Hymnere och sånger" under rubriken "Sånger ur Skriften"
- 1986 års svenska psalmbok nummer 675.

## Tonsättning
Många kompositörer har genom tiderna inspirerats av Marias lovsång och tonsatt texten. Man kan nämna bland andra:
- Magnificat, av Luca Marenzio (1553–1599).
- flera Magnificat, av Claudio Monteverdi (1567-1643)
- Magnificat, av Heinrich Schütz (1585–1672).
- Magnificat, av Dietrich Buxtehude (1637–1707).
- Magnificat, av Johann David Heinichen (1638–1729).
- Magnificat, av Johann Kuhnau (1660–1722).
- Magnificat, av Antonio Vivaldi (1678–1741).
- flera Magnificat, av Jan Dismas Zelenka (1679–1745).
- Magnificat, av Isabella Leonarda (publicerat 1670–1700).
- Magnificat, av Johann Sebastian Bach.
- Magnificat, av Francesco Durante (1684–1755).
- Magnificat, av Domenico Scarlatti (1685–1757).
- Magnificat, av Melchior Hoffmann (komponerad 1707).
- Magnificat, av Domenico Cimarosa (komponerad kring 1785)
- Magnificat, av Felix Mendelssohn Bartholdy (komponerad 1822)
- Magnificat, av Franz Schubert (1797–1828).
- Magnificat, av Ralph Vaughan Williams (1872–1958).
- Magnificat, av György Orbán (1947
- Magnificat, av Alan Hovhaness (1958).
- Magnificat, av Krzysztof Penderecki (1974).
- Magnificat, av Naji Hakim (1980– ).
- Magnificat, av Arvo Pärt (1989).
- Magnificat, av John Rutter (1990).
- Magnificat, av Urmas Sisask (1990).
- Magnificat, av John Tavener (1994).
- Magnificat, av Vladimír Godár (2004).
- Magnificat, av Fredrik Sixten (komponerad 2009).
- Magnificat, av Kim André Arnesen (komponerad 2010).
- Magnificat, av Jens Bragdell Eriksson (komponerad 2023).